# Sedliská
Sedliská est un village de Slovaquie situé dans la région de Prešov.

## Histoire
Première mention écrite du village en 1323.

## Démographie

### Évolution de la population
| Année:               | 1994. | 2004.   | 2014.   | 2024.    |
| -------------------- | ----- | ------- | ------- | -------- |
| Nombre de personnes: | 1213  | 1286    | 1380    | 1537     |
| Différence:          |       | +6,01 % | +7,30 % | +11,37 % |

| Année:               | 2023. | 2024.   |
| -------------------- | ----- | ------- |
| Nombre de personnes: | 1530  | 1537    |
| Différence:          |       | +0,45 % |